# Jairo Perera Viedma
Jairo Perera Viedma   (Santa Coloma de Gramenet, 1975) és un cantant català, més conegut com a Muchachito.

## Carrera
Va començar com a músic de carrer per Lloret de Mar, París o Barcelona. Més endavant va fundar el grup Trimelón de Naranjus amb diversos amics i va gravar dos discos el 1997 i el 2000. Després de la dissolució del grup va preparar un espectacle per a bars barrejant música, monòlegs i "boxa" en una mena de cabaret titulat Rumboxing, que va portar per ciutats de tot Espanya.
El 2005 va ajuntar un grup de músics amics per muntar la banda Muchachito Bombo Infierno, que va tenir una molt bona rebuda i van enregistrar 4 discs.

## Discografia

### "Trimelón de Naranjus"
- Zumo para tus orejas (1997).
- Que vida más perra (2000).

### "Muchachito Bombo Infierno"
- Vamos que nos vamos (2005).
- Visto lo visto (2007).
- Idas y vueltas (2010).
- El Jiro (2016).